# Hoplophryne
Hoplophryne é um gênero de anfíbios da família Microhylidae.
As seguintes espécies são reconhecidas:
- Hoplophryne rogersi Barbour & Loveridge, 1928
- Hoplophryne uluguruensis Barbour & Loveridge, 1928